# Waffenstillstand von Zamość

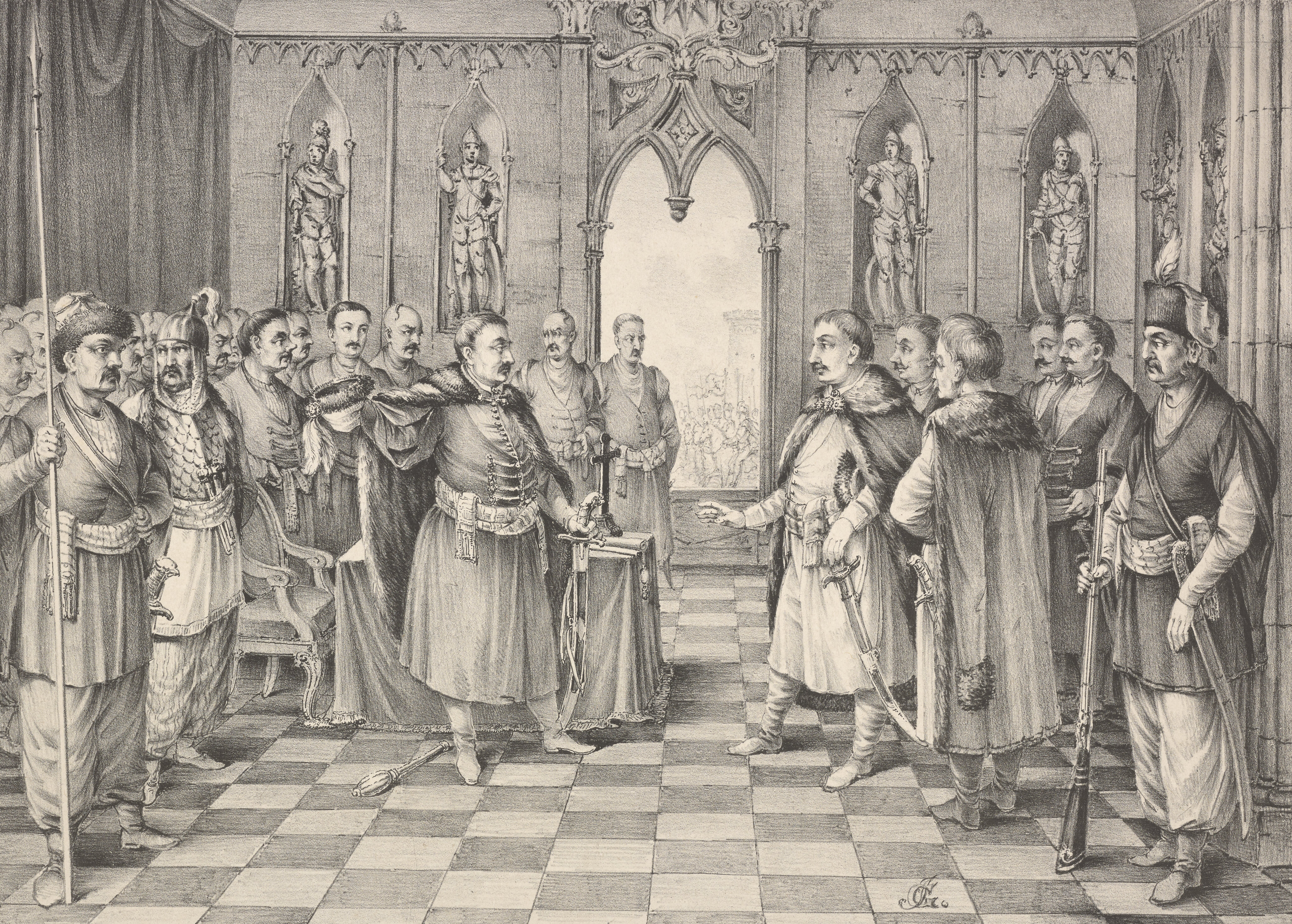
Jakub Śmiarowski verhandelt mit Bohdan Chmelnyzkyj, gezeichnet von Józef Hilary Głowacki, 1840, nach einem Gemälde aus dem 18. Jahrhundert

Der Waffenstillstand von Zamość (polnisch Rozejm w Zamościu) wurde 1648 während des Chmelnyzkyj-Aufstands in Polen-Litauen zwischen dem polnisch-litauischen König Johann II. Kasimir und den Kosaken in Zamość geschlossen.

## Vorgeschichte
Die Saporoger Kosaken waren mit der Union von Brest sowie mit der Beschränkung der registrierten Kosaken, die Sold von der polnischen Krone erhielten, unzufrieden. Sie wollten eine Aufstockung der registrierten Kosaken, eine Gleichberechtigung der orthodoxen Kirche und eine Vertreibung der Juden, die für die polnischen Magnaten die Abgaben eintrieben. Daher kam es seit dem 16. Jahrhundert immer wieder zu kleineren oder größeren Aufständen der Kosaken gegen die polnisch-litauischen Könige. 1648 brach der Chmelnyzkyj-Aufstand unter Bohdan Chmelnyzkyj aus, der einen persönlichen Groll gegen einige polnische Magnaten hegte, die ihn persönlich beleidigt hatten. Den Kosaken schlossen sich auch die Krimtataren an. Im Oktober/November 1648 kam es zur Belagerung von Zamość durch die Kosaken. Chmelnyzkyj hoffte, mit seiner Militäraktion Einfluss auf die Wahl Johann II. Kasimir zu gewinnen.

## Beschlüsse
Die Kosaken beendeten die Belagerung von Zamość und zogen sich zurück. Die Union von Brest sollte rückgängig gemacht werden. Die alten Rechte und Freiheiten der Kosaken sollten wiederhergestellt werden. Königliche Truppen sollten sich aus dem Hetmanat zurückziehen.
Die Hetmanen sollten unmittelbar nur gegenüber dem König stehen. Die Beschlüsse sollten eine Grundlage für einen endgültigen Frieden darstellen, der im Frühjahr 1649 von Adam Kisiel ausgehandelt werden sollte.

## Nachgang
Die Parteien hielten sich nicht an die Vereinbarungen und bereits im Januar 1649 wurden die Feindseligkeiten im südlichen Litauen, dem heutigen Belarus, fortgesetzt. Diese endeten zunächst mit dem Vertrag von Sboriw im Sommer 1649.